# Tree (polecenie)
tree – program konsoli Uniksa oraz środowiska Windows, wyświetlający strukturę katalogów w formie drzewa. Uruchomiony bez argumentów wyświetla zawartość obecnego katalogu, natomiast po podaniu nazwy katalogu wyświetla jego zawartość.

## Opcje

### Unix / Linux
| Opcja               | Znaczenie |
| ------------------- | --- |
| --help              | Wyświetla rozbudowany komunikat pomocy. |
| --version           | Wyświetla wersję tree. |
| -a                  | Wyświetlane są wszystkie pliki. Bez podania tej opcji tree nie wyświetla ukrytych plików (zaczynających się od kropki). |
| -d                  | Wyświetla tylko katalogi. |
| -f                  | Wyświetlanie pełnej ścieżki dostępu przy plikach. |
| -i                  | Nie wyświetla graficznej struktury drzewa (linii wcięcia), co jest przydatne wraz z opcją -f |
| -l                  | Podążaj za dowiązaniami symbolicznymi, jeżeli prowadzą do katalogów. Dowiązania, które doprowadzają do rekursji są pomijane. |
| -x                  | Zmusza tree do poruszania się tylko na obecnym systemie plików. |
| -P wzorzec          | Wyświetla tylko te pliki, które pasują do wzorca. Operatory wzorca to: - * – zero lub więcej znaków - ? – dowolny znak - [...] – znak z podanej grupy - możliwość użycia operatora zakresu -, np. [A-Z] - możliwość użycia [^...] – dowolny znak spoza podanej grupy - \| – operator alternatywy (lub) |
| -I wzorzec          | Nie wyświetla plików, które nie pasują do wzorca. |
| --noreport          | Pomija wyświetlania informacji o liczbie znalezionych plików i katalogów na końcu wyniku. |
| -p                  | Wyświetla uprawnienia do edycji pliku (tak jak ls -l) |
| -s                  | Wyświetla rozmiar pliku obok jego nazwy. |
| -u                  | Wyświetla nazwę lub numer UID właściciela pliku. |
| -g                  | Wyświetla nazwę lub numer GID grupy właściciela pliku. |
| -D                  | Wyświetla datę ostatniej modyfikacji przy nazwie pliku. |
| --inodes            | Wyświetla numer i-węzła do którego należy dany plik.każdego pliku? |
| --device            | Wyświetla numer urządzenia, do którego należy plik lub katalog. |
| -F                  | Dodaje / do nazw katalogów, = – dla plików socket, * do nazw plików wykonywalnych oraz \| dla potoków FIFO, tak jak w ls -F. |
| -q                  | Wyświetla znaki niedrukowalne jako pytajniki. |
| -N                  | Nie zmienia sposobu wyświetlania znaków niedrukowalnych. |
| -r                  | Sortuje wynik w odwrotnej kolejności. |
| -t                  | Sortuje wynik w kolejności ostatniej edycji, zamiast alfabetycznie. |
| --dirsfirst         | Wyświetla katalogi przed plikami. |
| -n                  | Wyłącza koloryzację wyniku. |
| -C                  | Włącza koloryzację wyniku. Używa domyślnych wbudowanych kolorów jeżeli zmienna środowiskowa LS_COLORS nie jest ustawiona. |
| -A                  | Włącza alternatywny (niestandardowy) sposób druku graficznej reprezentacji wyniku, korzystając z grafik liniowych ANSI. |
| -S                  | Włącza grafiki liniowe ASCII. Jest to równoważne z opcją --charset=IBM437. |
| -L głębia           | Ustawia maksymalną głębię (liczbę poziomów katalogów, do których wejdzie tree) |
| -R                  | Po wejściu w każdy nowy poziom katalogów, tree wywołuje nową instancję dodając opcję -o 00Tree.html. |
| -H baza             | Wyświetla wynik w formacie HTML, włączając w to odwołania HTTP. Jest to przydatne dla wyświetlania zawartości folderów w FTP. Baza oznacza bazową część adresu FTP. (np. ftp://jakis.serwer.ftp.com/) Aby dołączyć kolorowanie za pomocą stylów CSS należy normalnie dodać opcję -C.                   |
| -T tytuł            | Ustawia tytuł, a także wpisuje go w znacznikach h1. |
| --charset kodowanie | Ustawia kodowanie dla wyniku w formacie HTML. |
| --nolinks           | Nie tworzy hiperłączy w wyniku. |
| -o plik             | Zapisuje wynik do pliku. |

### Windows[1]
| Opcja | Znaczenie                                        |
| ----- | ------------------------------------------------ |
| /?    | Wyświetla pomoc                                  |
| /F    | Wyświetla nazwy plików w każdym folderze         |
| /A    | Wyświetla „drzewo” za pomocą samych znaków ASCII |

## Przykłady

### Unix / Linux
```
$ tree
.
|-- test
|   |-- wiki → wikipedia
|   `-- wikipedia
`-- test2
    |-- plik
    `-- potok
```

```
2 directories, 4 files
```

```
$ tree -fAa
.
├── ./test
│   ├── ./test/wiki → wikipedia
│   └── ./test/wikipedia
└── ./test2
    ├── ./test2/.tajne
    ├── ./test2/plik
    └── ./test2/potok
```

```
2 directories, 5 files
```

```
$ tree -DF --noreport
.
|-- [May  6 15:32]  test/
|   |-- [May  6 15:32]  wiki → wikipedia
|   `-- [May  6 15:32]  wikipedia
`-- [May  6 15:35]  test2/
    |-- [May  6 15:33]  plik
    `-- [May  6 15:33]  potok|
```

### Windows[1]
C:\>tree \ – wyświetla całą zawartość bieżącego katalogu
C:\>tree c:\ /f | more – wyświetla wszystkie pliki na dysku C, ekran po ekranie
C:\>tree c:\ /f > <driveletter>:\<filepath \filename.txt – zapisuje listę wszystkich plików na dysku C do pliku filename.txt